# Prabandham
Prabandham oder Pirabandam (Tamil: பிரபந்தம் pirapantam [ˈp(i)rabʌn̪d̪ʌm], von Sanskrit prabandha „Komposition“), auch Sitrilakkiyam (Tamil: சிற்றிலக்கியம் ciṟṟilakkiyam [ˈsitːrilʌkːijʌm] „kleinere Literatur“), ist der Oberbegriff für eine Reihe von poetischen Genres der vormodernen tamilischen Literatur.
Die Anzahl der Prabandham-Genres wird traditionell mit 96 angegeben. Die unter dem Begriff Prabandham zusammengefassten Genres sind recht heterogen. Einige sind durch die Form definiert, andere durch ihren Inhalt. Gemeinsam ist ihnen eine starke Konventionalisierung. Ein Beispiel für ein formal definierten Prabandham-Genre ist Andadi, ein Gedicht zu einem nicht festgelegten Thema, bei dem das letzte Wort oder die letzte Silbe der vorangehenden Strophe den Anfang der folgenden Strophe bildet. Inhaltlich definierte Genres sind etwa Kovai, ein Gedicht in meist 400 Strophen, das die Geschichte eines idealisierten Liebespaars in Form eines serialisierten Dramas erzählt und zugleich in jeder Strophe den Lobpreis eines namentlich erwähnten Patrons enthält, oder Ula, ein Gedicht über die Reaktionen von Frauen verschiedener Altersgruppen, als sie einen König oder Gott bei einer Prozession sehen.
Einige Prabandham-Genres sind alt: So kam das Kovai-Genre im 8. Jahrhundert auf. Andere sind deutlich jüngeren Datums. In der vormodernen tamilischen literarischen Kultur des 19. Jahrhunderts gehörten Prabandhams neben Ortslegenden (Sthalapuranas) zu den wichtigsten literarischen Genres. Heute werden sie dagegen kaum geschätzt. Zum Niedergang des Prabandham-Genres trugen zwei Faktoren bei: Zum einen wurde die tamilische Literatur unter westlichen Einfluss modernisiert: Im späten 19. Jahrhundert hielten Prosa-Genres wie Roman und Kurzgeschichte Einzug (der erste tamilische Roman wurde 1879 veröffentlicht). Zum anderen führte die durch die Wiederentdeckung der alttamilischen Sangam-Literatur ausgelöste Tamilischen Renaissance zu einer starken Hinwendung zu dem klassischen Kulturerbe zulasten der Prabandham-Literatur.